# Modrze (gromada)
Modrze – dawna gromada, czyli najmniejsza jednostka podziału terytorialnego Polskiej Rzeczypospolitej Ludowej w latach 1954–1972.
Gromady, z gromadzkimi radami narodowymi (GRN) jako organami władzy najniższego stopnia na wsi, funkcjonowały od reformy reorganizującej administrację wiejską przeprowadzonej jesienią 1954 do momentu ich zniesienia z dniem 1 stycznia 1973, tym samym wypierając organizację gminną w latach 1954–1972.
Gromadę Modrze z siedzibą GRN w Modrzu utworzono – jako jedną z 8759 gromad na obszarze Polski – w powiecie poznańskim w woj. poznańskim, na mocy uchwały nr 33/54 WRN w Poznaniu z dnia 5 października 1954. W skład jednostki wszedł obszar dotychczasowej gromady Modrze oraz miejscowości Srocko Małe, Wronczyn pod Stęszewem, Wronczyn-Huby i Zaparcin z dotychczasowej gromady Wronczyn pod Stęszewem ze zniesionej gminy Stęszew w powiecie poznańskim, a także obszar dotychczasowej gromady Drożdżyce ze zniesionej gminy Czempiń w powiecie kościańskim w tymże województwie. Dla gromady ustalono 19 członków gromadzkiej rady narodowej.
Gromadę zniesiono 1 stycznia 1962, a jej obszar włączono do gromady Strykowo w tymże powiecie.